# The Freewheelin' Bob Dylan
The Freewheelin' Bob Dylan (укр. Боб Ділан сам по собі) — другий студійний альбом американського автора-виконавця Боба Ділана, презентований 27 травня 1963 року на лейблі Columbia Records.
Альбом The Freewheelin’ Bob Dylan досягнув 22 позиції в чартах США (із часом набувши платинового статусу), а в 1964 році — першої позиції в чартах Великої Британії.
Це одна із 50 робіт, відібраних у 2002 році Бібліотекою Конгресу США для національного реєстру записів.
У 2003 році журнал Rolling Stone помістив альбом на 97 місце у списку 500 найкращих альбомів усіх часів..

## Огляд та тематика
В той час як в його  першому альбомі було лише дві авторські пісні, матеріал альбому Freewheelin' написаний самим Діланом за винятком народної пісні «Corrina, Corrina» і пісні Генрі Томаса «Honey, Just Allow Me One More Chance», переробленої Діланом. Написані Діланом композиції демонструють його непересічний талант як автора пісень.
Альбом розпочинається піснею «Blowin' in the Wind», яка стала гімном 1960-х років та досягла міжнародного визнання у виконанні фолк тріо Peter, Paul & Mary. В альбомі також міститься декілька інших пісень, які стали одними із найвизначніших Боба Ділана та стали класикою фолк сцени 1960-х років: «Girl from the North Country», «Masters of War», «A Hard Rain's a-Gonna Fall» та «Don't Think Twice, It's All Right».
Тексти пісень даного альбом охоплюють теми із заголовків про Рух за громадянські права, а також висловлюють занепокоєння з приводу ядерної війни. Певною компенсацією цим політичним темам є пісні про кохання та пісні, які містять в собі певний сюрреалістичний гумор. Успіх альбому та подальше визнання Ділана привели до того, що його було названо «представником покоління» (що дуже не подобалось самому Ділану).

## Список композицій
Усі пісні написані Діланом окрім тих, де зазначено інше.
| Сторона 1 | Сторона 1                     | Сторона 1  |
| #         | Назва                         | Тривалість |
| --------- | ----------------------------- | ---------- |
| 1.        | «Blowin' in the Wind»         | 2:48       |
| 2.        | «Girl from the North Country» | 3:22       |
| 3.        | «Masters of War»              | 4:34       |
| 4.        | «Down the Highway»            | 3:27       |
| 5.        | «Bob Dylan's Blues»           | 2:23       |
| 6.        | «A Hard Rain's a-Gonna Fall»  | 6:55       |

| Сторона 2 | Сторона 2                                                   | Сторона 2  |
| #         | Назва                                                       | Тривалість |
| --------- | ----------------------------------------------------------- | ---------- |
| 1.        | «Don't Think Twice, It's All Right»                         | 3:40       |
| 2.        | «Bob Dylan's Dream»                                         | 5:03       |
| 3.        | «Oxford Town»                                               | 1:50       |
| 4.        | «Talkin' World War III Blues»                               | 6:28       |
| 5.        | «Corrina, Corrina» (народна пісня)                          | 2:44       |
| 6.        | «Honey, Just Allow Me One More Chance» (Ділан, Генрі Томас) | 2:01       |
| 7.        | «I Shall Be Free»                                           | 4:49       |

Перші копії видання містили чотири пісні, які пізніше була замінені лейблом Columbia (а саме: «Rocks and Gravel», "Let Me Die in My Footsteps, " «Gamblin' Willie's Dead Man's Hand» та «Talkin' John Birch Blues»). Копії початкової версії The Freewheelin' Bob Dylan є дуже рідкісними на сьогоднішній день.
Список композицій початкової версії альбому:
| Сторона 1 | Сторона 1                    | Сторона 1  |
| #         | Назва                        | Тривалість |
| --------- | ---------------------------- | ---------- |
| 1.        | «Blowin' in the Wind»        | 2:46       |
| 2.        | «Rocks and Gravel»           | 2:21       |
| 3.        | «Let Me Die in My Footsteps» | 4:05       |
| 4.        | «Down the Highway»           | 3:10       |
| 5.        | «Bob Dylan's Blues»          | 2:19       |
| 6.        | «A Hard Rain's a-Gonna Fall» | 6:48       |

| Сторона 2 | Сторона 2                                             | Сторона 2  |
| #         | Назва                                                 | Тривалість |
| --------- | ----------------------------------------------------- | ---------- |
| 1.        | «Don't Think Twice, It's All Right»                   | 3:37       |
| 2.        | «Gamblin' Willie's Dead Man's Hand»                   | 4:11       |
| 3.        | «Oxford Town»                                         | 1:47       |
| 4.        | «Corrina, Corrina» (народна пісня)                    | 2:42       |
| 5.        | «Talkin' John Birch Blues»                            | 3:45       |
| 6.        | «Honey, Just Allow Me One More Chance» (Ділан, Томас) | 1:57       |
| 7.        | «I Shall Be Free»                                     | 4:46       |

## Учасники запису
- Боб Ділан — гітара, губна гармоніка, клавішні, вокал

Додаткові музиканти
- Howie Collins — гітара
- Leonard Gaskin — бас-гітара
- Bruce Langhorne — гітара
- Herb Lovelle — ударні
- Dick Wellstood — клавішні

Технічний персонал
- Джон Хеммонд — продюсер
- Nat Hentoff — робота із буклетом
- Don Hunstein — фотограф обкладинки
- Tom Wilson — промоція

## Позиції в чартах
| Чарт (1963)      | Позиція |
| ---------------- | ------- |
| US Billboard 200 | 22      |
| Чарт (1964)      | Позиція |
| UK Albums Chart  | 1       |

## Сертифікація
| Регіон | Сертифікація | Кількість продаж | Посилання |
| ------ | ------------ | ---------------- | --------- |
| RIAA   | Платиновий   | 1 000 000        | [ 13 ]    |